# Arrondissement de Mampatim
L'arrondissement de Mampatim est l'un des arrondissements du Sénégal. Il est situé dans le département de Kolda et la région de Kolda, en Casamance, dans le sud du pays.
Il a été créé par un décret du 10 juillet 2008.
Il compte cinq communautés rurales :
- Communauté rurale de Dialambéré
- Communauté rurale de Médina Chérif
- Communauté rurale de Mampatim
- Communauté rurale de Bagadadji
- Communauté rurale de Coumbacara

Son chef-lieu est Mampatim.